# Oita Trinita
L'Oita Trinita és un club de futbol japonès de la ciutat d'Ōita.

## Història

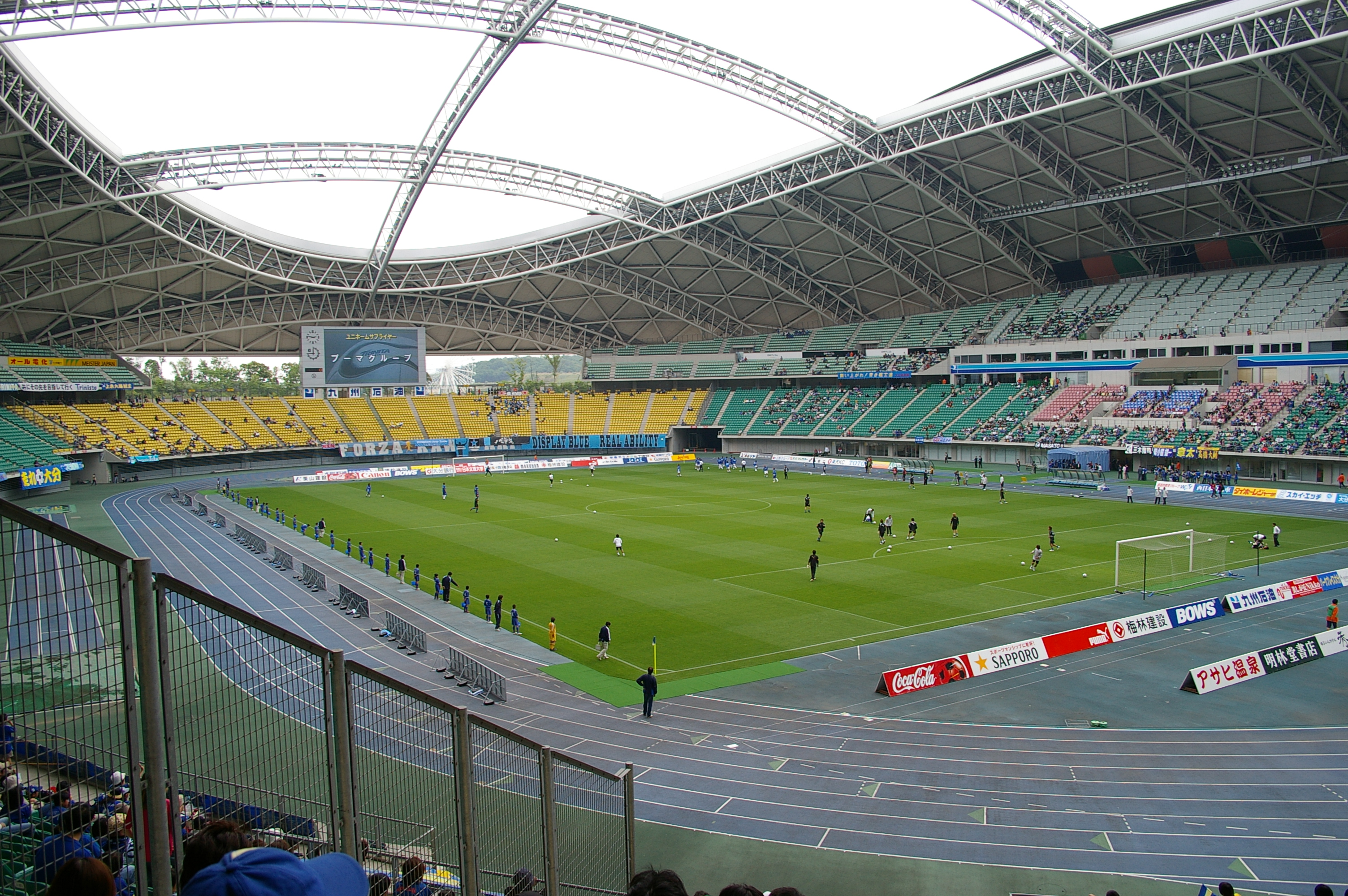
Estadi Ōita

El club va ser fundat l'any 1994 amb el nom d'Oita Trinity. Jugà a la lliga de la prefectura d'Ōita, la lliga Kyushu i la lliga Nacional (segon el 1996) i ascendí a la Japan Football League. El 1999 canvià el nom per Oita Trinita i ingressà a la J2 de la J. League.

## Palmarès
- J. League (2a Divisió):
  - 2002
- Copa J. League:
  - 2008